# Powiat Großes Werder

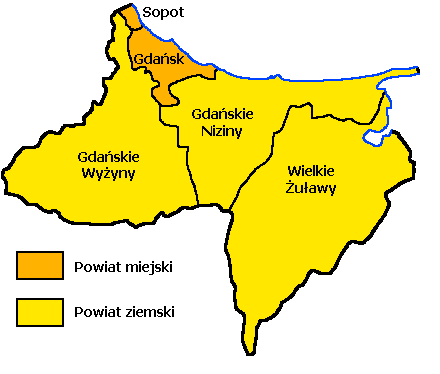
Podział WMG na powiaty

Powiat Großes Werder (niem. Landkreis Großes Werder, Kreis Großes Werder; pol. Wielkie Żuławy) – istniejący w latach 1920–1939 powiat Wolnego Miasta Gdańsk. Obejmował obszar Żuław Wiślanych. Teren powiatu znajduje się obecnie w województwie pomorskim.
Siedziba starostwa powiatowego znajdowała się w Nowym Dworze Gdańskim (niem. Tiegenhof), ponadto drugim ośrodkiem miejskim powiatu był Nowy Staw (niem. Neuteich).

## Historia
Powiat utworzono 10 stycznia 1920 r., obejmował on część terenu Żuław Wiślanych leżącą na wschód od Wisły, na południe od Szkarpawy i na zachód od Nogatu i Cieplicówki.
24 grudnia 1920 roku północno-wschodnia granica Wolnego Miasta Gdańska została zmieniona na rzecz Republiki Weimarskiej – część obszaru powiatu została oddana Republice i weszła w skład powiatu elbląskiego (niem. Elbing-Land).
Powiat Żuławy Wielkie liczył w 1924 roku 54078 mieszkańców i zajmował powierzchnię  742,9 km².
Po agresji Niemiec na Polskę teren Wolnego Miasta Gdańska – a tym samym także powiat Großes Werder został wcielony 1 września 1939 r. do Rzeszy Niemieckiej. 1 listopada 1939 do powiatu Großes Werder przyłączono  gminy powiatu Danziger Niederung położone na wschód od linii Wisły (Drewnica, Kąty Rybackie, Rybina, Stegna i Sztutowo). Natomiast wschodnią część Mierzei Wiślanej włączono do powiatu Elbing.
Wiosną 1945 r. terytorium Powiatu zostało zajęte przez Armię Czerwoną i od tego czasu należy do Polski. Tuż po wojnie funkcjonował przez krótki okres powiat nytyski z siedzibą w Nytychu o identycznych granicach co przedwojenny powiat Großes Werder.